# 국제 동물 복지 기금
국제 동물 복지 기금(International Fund for Animal Welfare, IFAW)은 세계에서 가장 큰 동물복지 및 야생생물보전 자선 단체 중 하나이다. 이 단체는 개별 동물을 구조하고, 개체군을 보호하며, 서식지를 보전하고, 더 큰 보호를 옹호하기 위해 노력한다. 브라이언 데이비스가 IFAW를 설립했다. 1983년에 유럽은 모든 흰색 털 하프 물범 제품을 금지했다. 이 금지 조치는 100만 마리 이상의 물범을 구하는 데 도움이 되었다. IFAW는 40개국 이상에서 활동한다.

## 역사

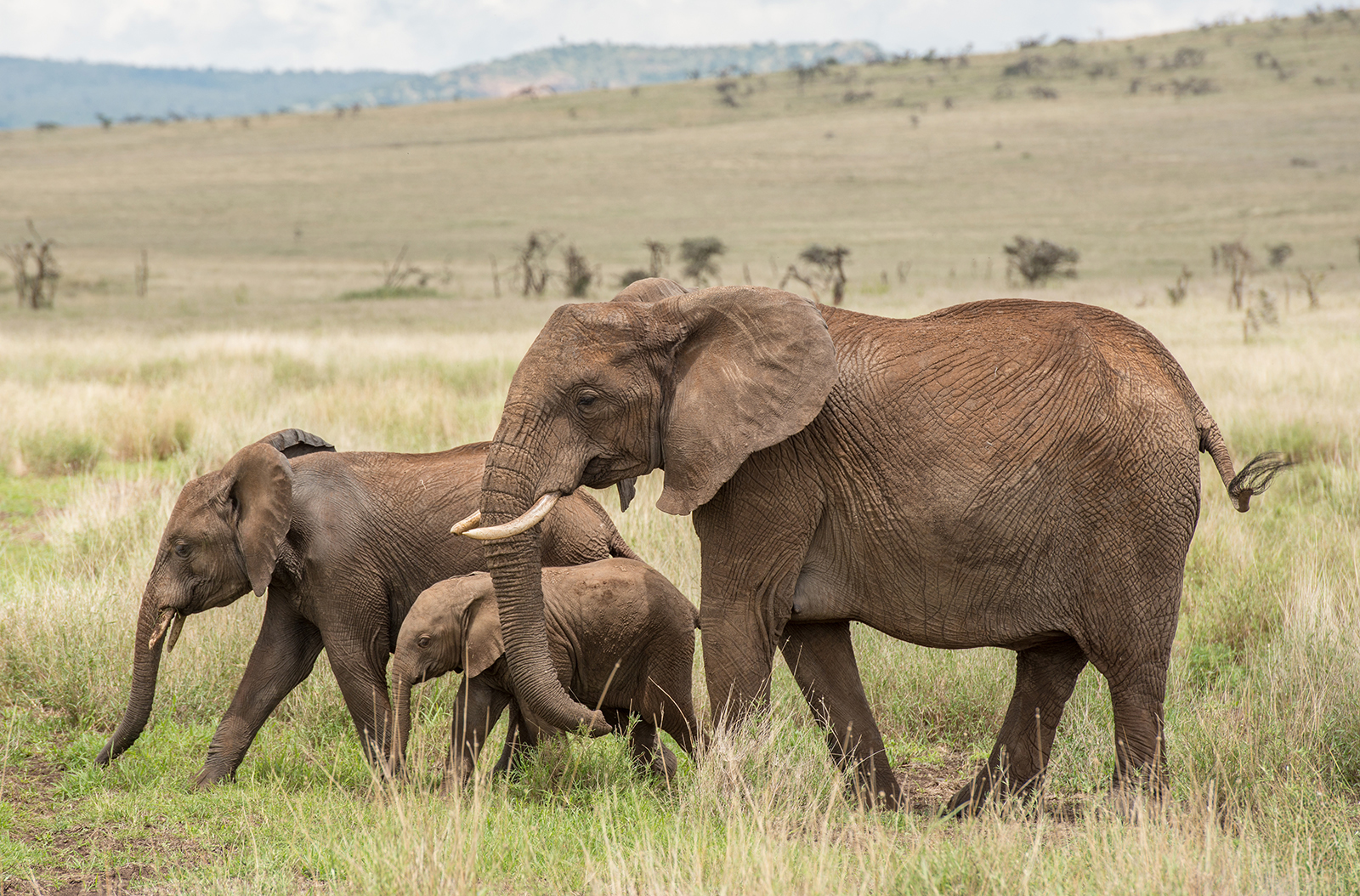
케냐 암보셀리를 돌아다니는 코끼리

국제 동물 복지 기금(IFAW)은 1969년, 캐나다 동해안에서 상업적인 물범 새끼 사냥을 막기 위한 초기 노력으로 설립되었다.
2014년에는 15개국에 사무실을 두고 40개국 이상에서 프로젝트를 진행했다. IFAW는 가장 큰 동물복지 단체 중 하나이다.
이 기금은 디즈니 네이처와 디즈니 보전 기금, 펫파인더 재단 및 아틱 폭스를 포함한 기업 기부자들의 지원을 받는다.
2025년, 카숭구 국립공원 인근 주민들이 IFAW를 상대로 법적 조치를 시작했다고 발표되었다. 이는 2022년 NGO가 263마리의 코끼리를 이 지역으로 재배치한 후 10명이 사망한 사건에 따른 것이다. 말라위 현지인들에 따르면, 2022년 7월부터 2024년 11월까지 이주된 코끼리로 인해 50명 이상의 어린이가 고아가 되었다고 한다. 원고들은 IFAW에 공원 주변 167개 마을을 보호하기 위한 울타리 건설과 코끼리로 인한 피해에 대한 현지 주민 보상을 요구하고 있다.

## 활동
- IFAW는 잠비아, 짐바브웨, 인도에 있는 코끼리 및 코뿔소 고아원과 협력하여 구조, 재활, 방사, 방사 후 모니터링 및 보호에 중점을 둔다.
- 텐보마(tenBoma)는 NBC의 선데이 나이트 위드 메긴 켈리와 PBS 뉴스아워에서 소개된 IFAW의 밀렵 방지 이니셔티브이다.[11][12]
- 텐보마의 설계자인 IFAW 선임 부사장 페이 쿠에바스 중령은 2017년 마더보드 선정 올해의 인물 중 한 명으로 선정되었다.
- IFAW의 야생동물 범죄 프로그램은 야생동물 제품에 대한 수요, 야생동물 사이버 범죄 및 전 세계적으로 살아있는 동물의 착취 및 밀매를 줄이기 위해 노력한다.
- IFAW의 해양 포유류 구조 및 연구 그룹(MMRR)은 해양 포유류 종(돌고래, 웨일, 쇠돌고래과 및 물범)과 그 서식지의 보전을 촉진하기 위해 헌신하는 과학자, 수의사 및 기타 개인들로 구성된 팀이다. 코드곶은 대량 좌초 활동의 핫스팟이며, 이 팀은 전 세계적인 사건에서도 전문 지식을 제공한다.
- 만나되 먹지 마세요(Meet Us Don't Eat Us) 캠페인은 아이슬란드에서 고래 사냥의 대안으로 고래 관광을 장려하는 것을 목표로 한다.
- IFAW는 심각한 멸종 위기에 처한 마지막 400마리의 북대서양 긴수염고래를 보호하는 것을 목표로 하며, 음향 감지 시스템을 개발하고, 랍스터 잡이 어부, 상업 어부 및 해운 산업과 협력하여 선박과의 충돌 및 장비 얽힘을 방지하며, 종 보호를 위한 더 큰 입법을 옹호했다.
- DISRUPT 야생동물 범죄 예방 프로그램을 통해 IFAW는 많은 국가에서 세관원, 산림 보호관 및 법 집행관을 훈련시켜 멸종 위기 종의 살해를 방지한다.
- IFAW는 중요한 코끼리 서식지 보호, 인간-코끼리 갈등 관리, 밀렵 방지, 불법 상아 거래 종식 및 고아 및 부상당한 코끼리 구조를 통해 코끼리를 보호한다.
- 전 세계적으로 입법 및 교육 캠페인을 수행한다. 이는 동물에 대한 잔인함을 방지하고, 멸종 위기 종을 보존하며, 야생동물 서식지를 보호하기 위한 노력이다.

IFAW는 캐나다에서 상업적인 물범 사냥을 종식시키고 상업적인 포경을 종식시키는 캠페인을 벌였다. IFAW는 빈곤한 지역 사회의 개와 고양이를 돕고, 코끼리를 보호하며, 불법 상아 거래를 줄이고, 고아 코뿔소와 같은 야생동물을 구조하고 방사하며, 미국 허리케인 카트리나와 같은 재해 발생 시 동물을 구조한다.

## 같이 보기
- 동물 복지 단체 목록
- 페트라 다이머, 독일 해양생물학자, 자연 보전주의자, 기금 자문